# Thomas D. Schall

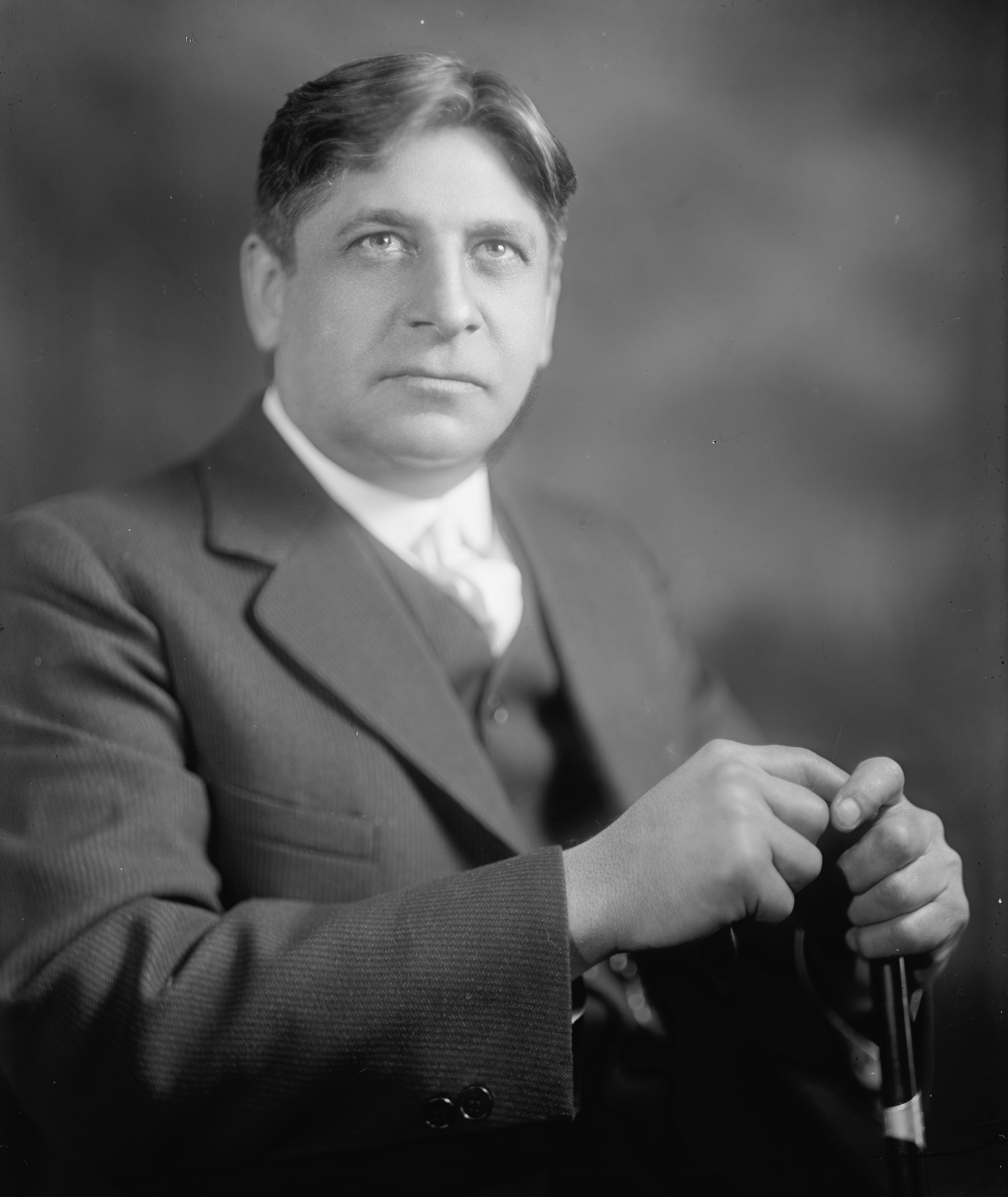
Thomas D. Schall

Thomas David Schall, född 4 juni 1878 i Reed City, Michigan, död 22 december 1935 i Washington, D.C., var en amerikansk republikansk politiker. Han representerade delstaten Minnesota i USA:s senat från 4 mars 1925 fram till sin död.
Schall studerade vid Hamline University och avlade 1902 grundexamen vid University of Minnesota. Han avlade därefter 1905 juristexamen vid St. Paul College of Law (numera William Mitchell College of Law).
Han var ledamot av USA:s representanthus 1915-1925 innan han blev senator. Han var blind. Han besegrade sittande senatorn Magnus Johnson i 1924 års kongressval och lyckades bli omvald sex år senare med knapp marginal mot två starka utmanare. Schall omkom i en bilolycka. Hans grav finns på Lakewood Cemetery i Minneapolis.